# Castello di Königs Wusterhausen
Il castello di Königs Wusterhausen (in tedesco Schloss Königs Wusterhausen) è uno storico edificio posto nel centro della città tedesca di Königs Wusterhausen.

## Storia

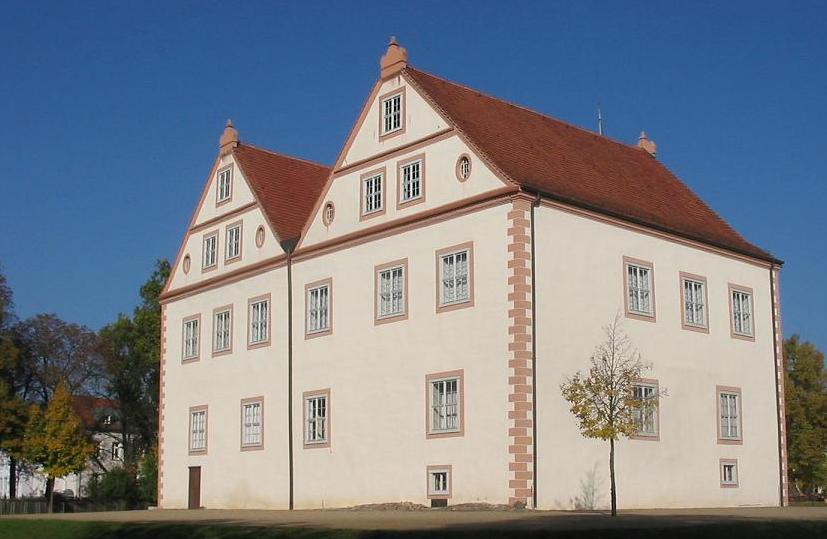
La facciata meridionale

Eretto nel XVI secolo, venne trasformato nel 1717-18 in castello di caccia per il Re di Prussia. Nel 1726 vi venne firmato il trattato di Wusterhausen, stipulato fra la Prussia e l'Austria.
Modificato nel 1862, venne restaurato nel 1965-70. Durante la Repubblica Democratica ospitò il consiglio circondariale (Rat des Kreises).

## Caratteristiche
L'edificio, a pianta rettangolare, è costruito in pietra ed ha le facciate ricoperte da intonaco.
La facciata principale, rivolta verso nord, è costituita di due parti simmetriche, ad una delle quali è addossata la torre che ospita la scala, sormontata da un coronamento a cipolla.
La corte d’onore è fiancheggiata da due bassi edifici laterali, costruiti nel 1703, che inquadrano simmetricamente la facciata.